# Операція «Крусейдер»
Операція «Крусейдер» (англ. Operation Crusader) — військова операція, що проводилася військами 8-ї британської армії на території Лівійській пустелі з 18 листопада по 30 грудня 1941.
Початковий план 8-ї армії знищити основні броньовані сили противника, до того як його піхотні частини зможуть наблизитися до району боїв, розпався, коли після низки безрезультатних боїв, британська 7-ма бронетанкова дивізія зазнала нищівної поразки від Африканського корпусу Роммеля в битві під Сіді-Резег. Спроба танкових дивізій генерал-лейтенанта Ервіна Роммеля знайти та знищити основні піхотні формування британців та їх союзників на єгипетському кордоні була марною, союзники обійшли укріплені позиції німецько-італійського експедиційного корпусу та спрямували на Тобрук. Роммель був змушений зняти свою танкові підрозділи й направити їх на підтримку бойових дій на Тобрук.
Незважаючи на досягнення незначних тактичних успіхів в районі Тобрука, необхідність зберегти основні мобільні сили примусила Роммеля відвести свою армію до оборонної лінії на Газаль, західніше Тобрука, а потім далі на Ель-Агейла. Це була перша серйозна перемога британської армії над німецькими військами під час Другої світової війни.